# Priscila Navarro
Priscila Laura Navarro (Huánuco, 27 aprile 1994) è una pianista peruviana naturalizzata canadese.

## Biografia
Priscila Laura Navarro è nata a Huánuco, in Perù, il 27 aprile del 1994.
A 5 anni iniziò a praticare le sue prime note su una tastiera che ricevette come regalo di Natale.
All'età di 9 anni si trasferì a Lima e iniziò i suoi studi presso l'Università nazionale di musica del Perù (ex Conservatorio Nazionale di Musica) dove le vennero insegnate le basi del pianoforte. Vedendo il suo talento, le assegnarono il primo premio al livello pre-universitario dell'allora Conservatorio Nazionale di Musica, debuttando come solista con l'Orchestra Sinfonica Nazionale del Perù all'età di 11 anni.
Dopo aver iniziato gli studi con Michael Baron, direttore del Keyboard Studies presso la Florida Gulf Coast University, Priscila vinse la prima edizione del Concorso Chopin edizione Sud America nel 2011. Nel 2013 debuttò alla Carnegie Hall dopo aver vinto l'International Chopin Competition in Texas. Nel 2015 ottenne il titolo di Bachelor of Arts in performance musicale. Sempre nello stesso anno studiò alla Frost School of Music dell'Università di Miami dove nel 2017 conseguì un Master in Musica e sempre nel 2017 un Artistic Diploma. Attualmente studia al Keyboard Performance and Pedagogy. Inoltre è membro dell'Artist Launch Program di Frost School Music.

## Premi
Tra i premi si trovano:
- 2007: First place National Concerto Competition in Lima, Peru[4]
- 2009: Maddy Summer Artist Award
- Kiwanis Music Festival special scholarship
- 2011: Music Teachers National Association Piano Competitions, solo and duet
- 2013: First place Biennial International Beethoven Sonata Competition